# Bansat
Bansat ist eine französische Gemeinde mit 263 Einwohnern (Stand: 1. Januar 2022) im Département Puy-de-Dôme in der Region Auvergne-Rhône-Alpes (vor 2016 Auvergne). Sie gehört zum Arrondissement Issoire und zum Kanton Brassac-les-Mines (bis 2015: Kanton Sauxillanges). 

## Geographie
Bansat liegt etwa 37 Kilometer südsüdöstlich von Clermont-Ferrand. Das Gemeindegebiet wird vom Flüsschen Parcelles und seinem späteren Zufluss Féroussat durchquert. Umgeben wird Bansat von den Nachbargemeinden Saint-Rémy-de-Chargnat im Norden und Nordwesten, Saint-Jean-en-Val im Norden, Saint-Étienne-sur-Usson im Nordosten, Le Vernet-Chaméane mit Vernet-la-Varenne im Osten, La Chapelle-sur-Usson im Süden und Südosten, Lamontgie im Süden und Südwesten sowie Saint-Martin-des-Plains im Westen und Nordwesten.

## Bevölkerungsentwicklung
| Jahr                       | 1962 | 1968 | 1975 | 1982 | 1990 | 1999 | 2006 | 2013 |
| Einwohner                  | 223  | 240  | 211  | 184  | 220  | 203  | 238  | 249  |
| Quellen: Cassini und INSEE |      |      |      |      |      |      |      |      |

## Sehenswürdigkeiten
- Wehrkirche Saint-Julien, seit 1909 Monument historique

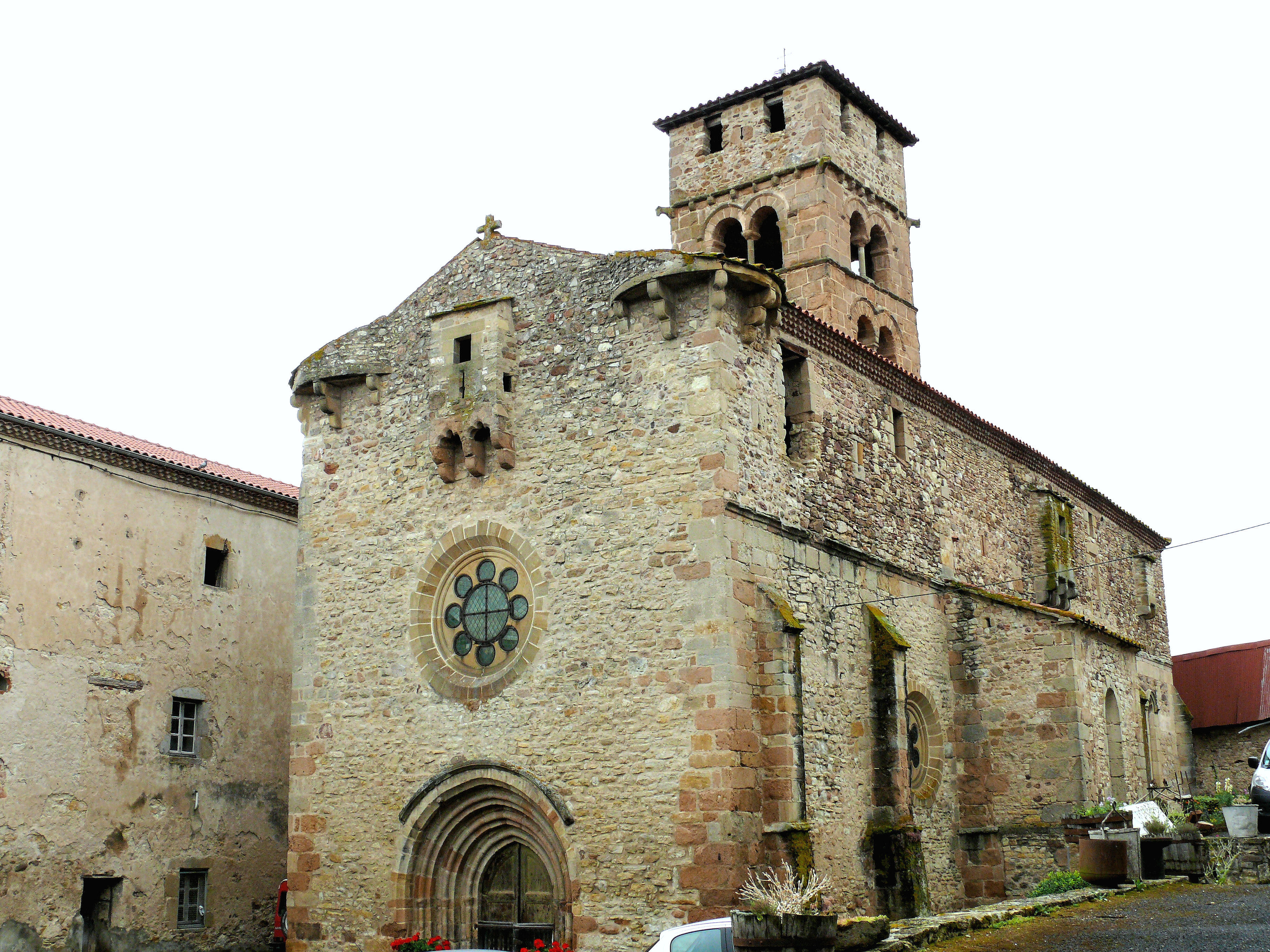
Kirche Saint-Julien
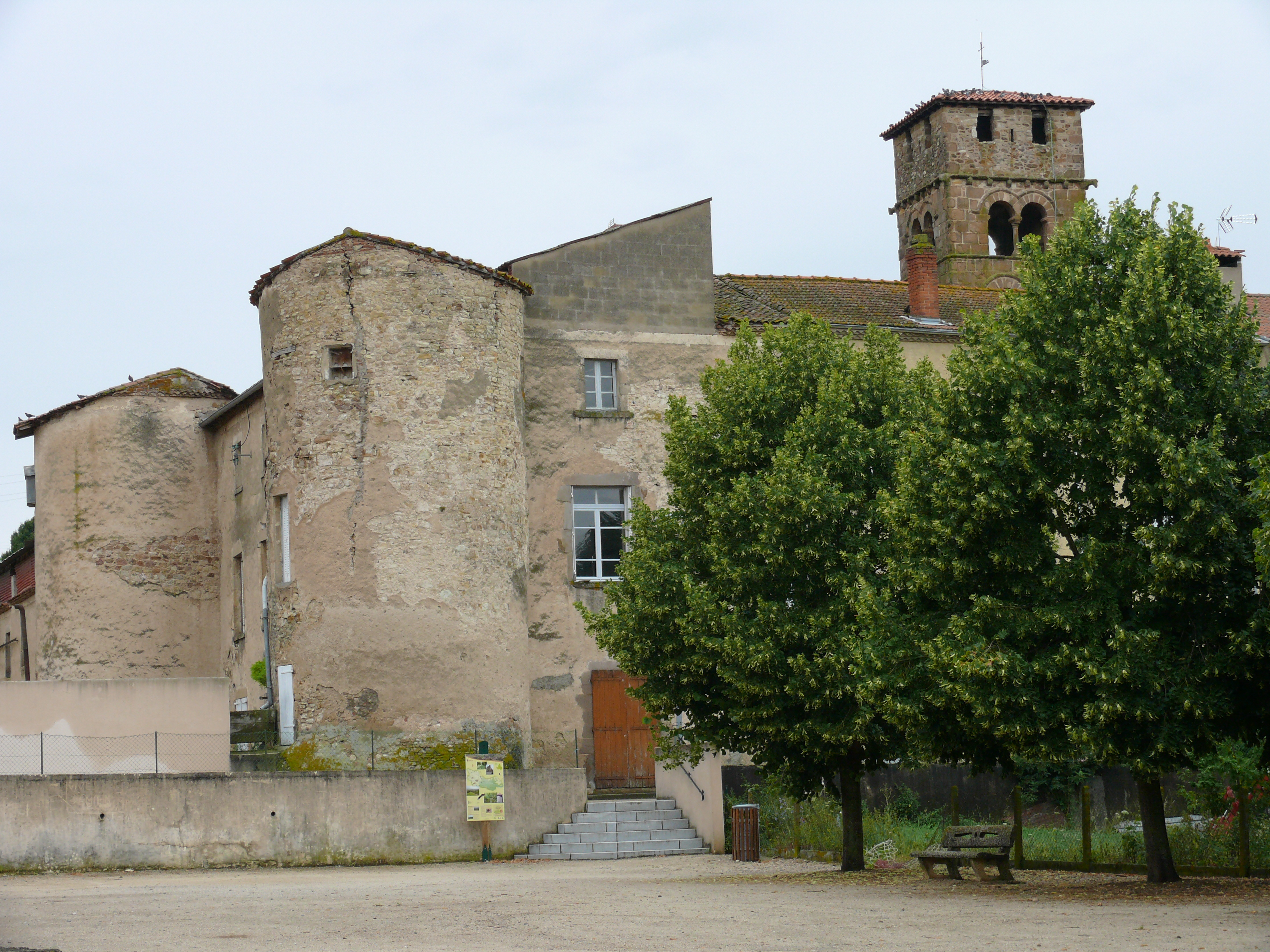
Ortsbefestigung